# Oscar Lesage
Oscar Lesage, född  23 oktober 1996 i Mulhouse, är en fransk skådespelare.
Oscar Lesage har bland annat medverkat i kostymdramaserien Marie Antoinette där han spelade Chartres. I filmen The Substance spelade han Troy och i filmen Leva lite axlar han en av huvudrollerna.

## Filmografi (i urval)
- 2022–2025 – Marie Antoinette (TV-serie)

- 2024 – The Substance
- 2025 – Leva lite